# Manduel
Manduel is een gemeente in het Franse departement Gard (regio Occitanie). De plaats maakt deel uit van het arrondissement Nîmes. De gemeente telde 7.087 inwoners op 1 januari 2022. Deze plaats is vooral bekend als het aansluitpunt van de LGV Méditerranée op het klassieke spoornet. Het station Nîmes-Pont-du-Gard ligt gedeeltelijk in de gemeente Manuel en gedeeltelijk in  de gemeente Redessan

## Geografie
De oppervlakte van Manduel bedroeg op 1 januari 2022 26,46 vierkante kilometer; de bevolkingsdichtheid was toen 267,8 inwoners per km².

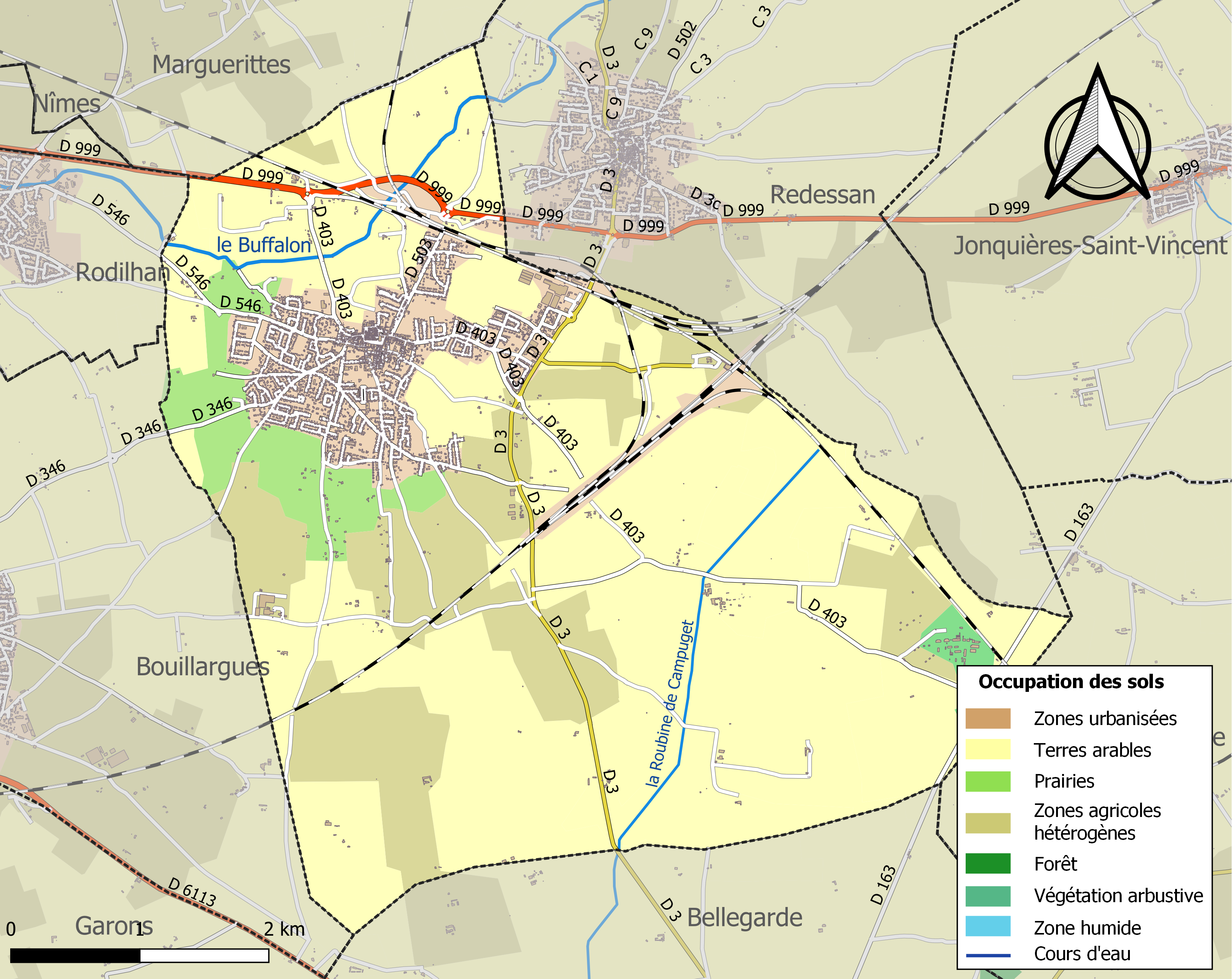
Kaart van de gemeente met belangrijkste infrastructuur, bodemgebruik en omliggende gemeenten

## Demografie
Onderstaande figuur toont het verloop van het inwonertal (bron: INSEE-tellingen).